# Tristan Alric
 (février 2016).
Si vous disposez d'ouvrages ou d'articles de référence ou si vous connaissez des sites web de qualité traitant du thème abordé ici, merci de compléter l'article en donnant les références utiles à sa vérifiabilité et en les liant à la section « Notes et références ».
Temple de la renommée français : 2016
Tristan Alric, né en 1953, est un joueur français et arbitre de hockey sur glace qui est devenu journaliste sportif professionnel. À ce titre, il a notamment couvert ce sport au sein du journal L'Équipe ainsi que le karaté et, plus épisodiquement, le handball et le rugby. Il créa par ailleurs le magazine spécialisé « France Hockey » dont il fut le rédacteur en chef.
Tristan Alric a pratiqué le hockey sur glace comme joueur à Montpellier sa ville natale, à un niveau qu'il qualifie lui-même de modeste. Il est surtout le créateur de la Coupe Magnus qui récompense chaque année l'équipe championne de France de hockey sur glace. Ce trophée a donné son nom depuis 2004 au championnat de France élite rebaptisé Ligue Magnus.  
Tristan Alric créa également à l'origine tous les trophées individuels récompensant le meilleur joueur, le meilleur pointeur, le meilleur gardien et le meilleur espoir du championnat élite. Il fut aussi le créateur de la première équipe d'étoiles du championnat de France et, plus récemment, le Hockey Club de France, une association nationale créée en 2012 dont il est le vice-président. 
Tristan Alric a par ailleurs été à l'origine de l'adoption de deux surnoms de clubs, les "Jets" de Viry-Châtillon et les "Diables Rouges" de Briançon, ayant conseillé ce choix aux dirigeants de l'époque.
Tristan Alric a entrepris, à partir de 2012, un énorme chantier de recherches inédit consistant à reconstituer le patrimoine, jusque-là inexistant, du hockey sur glace français. 
Pour ce faire, il a écrit les histoires complètes de tous les clubs faisant de la compétition dans l'hexagone, soit 155 clubs au total, couvrant toutes les divisions existantes : Ligue Magnus, Division 1, Division 2 et Division 3, mais aussi les clubs aujourd'hui disparus.  
Par ailleurs, il fait partie du comité de sélection du Temple de la Renommée, qui élit chaque année cinq candidats prétendants au Panthéon français du hockey. Il fut lui-même élu dans le Temple de la Renommée de la FFHG en 2016. 
D'autre part, Tristan Alric, auteur de plusieurs ouvrages, est l'archiviste-documentaliste de la Fédération française de hockey sur glace. Pendant plusieurs années, Tristan Alric fut également consultant pour les chaînes de télévision nationales France 2 et France 3 pour commenter les matches de hockey sur glace. Il a collaboré également à Canal plus et à plusieurs reprises avec la station régionale France 3 Sud de Montpellier en tant que journaliste sportif.

## Livres publiés par Tristan Alric
- Hockey sur glace - Technique, Tactique et Entrainement (Robert Laffont 1988)
- Hockey sur glace connaître comprendre pratiquer (Amphora 2000)
- Les stars du karaté français (Amphora 2001)
- Le sexe et le sport (Chiron 2002)
- Les histoires folles du hockey (à compte d'auteur 2002)
- Un siècle de hockey en France (FFHG 2008)
- Les Stars du hockey français Tome 1 (FFHG 2009)
- L'incroyable histoire de l'équipe de France de hockey (FFHG 2011)
- Les Stars du hockey français Tome 2 (FFHG 2013)